# Історія Донеччини
У 1918 році існувала адміністративно-територіальна одиниця України — Донеччина. Заснована 6 березня 1918 року згідно з Законом «Про адміністративно-територіальний поділ України», що був ухвалений Українською Центральною Радою. Скасована 29 квітня 1918 року гетьманом України Павлом Скоропадським. До землі входили Зміївський повіт, Ізюмський повіт, Вовчанський повіт, Куп'янський повіт, частини Корочанського та Білгородського повітів Харківської губернії.
У 1919 р., а потім з 1920 по 1925 р. існувала територіальна одиниця УСРР — Донецька губернія. 5 лютого 1919 року Раднарком України прийняв декрет «Про створення Донецької губернії». Таке ім'я було надане завдяки головній річці новоствореної губернії — Сіверському Дінцю. До складу губернії ввійшли Бахмутський повіт і Слов'яносербський повіт Катеринославської губернії.
У зв'язку з наступом Денікіна влітку 1919 р. Донецька губернія припинила своє існування, і її уряд евакуювався до Харкова. У січні 1920 р. центром губернії став Луганськ, а з серпня 1920 р. — Бахмут. Президія ВУЦВК у квітні 1920 р. затвердила межі й склад Донецької губернії. 7 березня 1923 р. за новою системою адміністративно-територіального поділу замість повітів у складі губернії утворені 7 округ: Бахмутська (з 1924 р. — Артемівська), Луганська, Старобільська, Маріюпільська, Юзівська (з 1924 р. — Сталінська), Шахтинська і Таганрігська (Таганрогська).
У червні 1925 р. Донецька губернія була ліквідована, а на її території були утворені 5 округ: Артемівська, Луганська, Маріупольська, Сталінська і Старобільська. Шахтинська та Таганрігська були передані до складу РСФРР. Після ліквідації округового адміністративно-територіального поділу УРСР у вересні 1930 р. територія Донеччини була розділена на 12 міських рад і 23 райони, які підпорядковувались безпосередньо центру.
2 липня 1932 р. була утворена Донецька область, до складу якої увійшли 12 міських рад і 5 районів. Крім того, 13 районів були передані зі складу Харківської області і 5 районів — зі складу Дніпропетровської області. Центром області спочатку був визначений Артемівськ, але вже з 16 липня 1932 р. обласний центр перенесений до Сталіно. У червні 1938 року Донецька область була розділена на Сталінську (Донецьку) й Ворошиловградську (Луганську).

## Пам'ятки доісторичної доби
На території Донецької області люди жили дуже давно. Про це свідчать кам'яні знаряддя, знайдені біля села Зелений Гай  у Кальміуському районі. Археологи вважають, що вони походять із стоянки давнокам'яної (палеолітичної) доби, яка тривала десь 300—140 тисяч літ тому. Молодшим виявилося рубило, що лежало в землі на березі річки Кринки поблизу міста Амвросіївки понад 120 тисяч літ. На захід від Донецька в басейнах річок Вовчої та Сухих Ялів розкопано розщеплені кремені й готові скребла для очистки шкіри з-перед 100-40 тисяч років тому. Отже, в ті далекі роки мешканці цих місць носили одяг, пошитий зі шкір упольованих зубрів та інших звірів. Залишки кісток зубрів знайдено поблизу міста Амвросіївки. З них виробляли метальні знаряддя для полювання. В стоянках над притоками річок Вовчої, Сухих Ялів і Осики знайдено дископодібні ядра з місцевого кременю.
Наприкінці давньокам'яної доби приблизно 40-10 тисяч років тому в донецьких степах похолоднішало й вони перетворилися на рівнинну тундру, де водилися песці й дрібні гризуни-лемінги. Поруч із зайшлими оленями тут паслися дикі коні, осли, зубри й сайгаки. Азовського моря в той час не існувало, а Дон впадав у Чорне море в районі сучасної Керченської протоки.
В суворих умовах життя люди потребували більше м'яса, жиру і шкур. Жили вони над Сіверським Дінцем в околиці сіл Богородичне, Пришиба й Тетянівки коло Святогірська (Слов'яногірська), Дронівки Бахмутського району й Амвросіївки. Коли потеплішало, в середньокам'яну добу (мезоліт, 14-10 тисяч літ тому) люди жили в урочищі Минівський Яр поблизу Святогірська й у долині безіменної річки, що впадає в Осику. В Минівському Яру знайдено декілька тогочасних сокир.
У наступну, новокам'яну добу (неоліт, 8-5 тисяч літ тому), долина Сіверського Дінця була одним із найгустіше заселених районів України. Новокам'яні (неолітичні) племена заселяли береги Кальміусу коло північної межі Тельманівського району. Тодішні племена групують археологи вже за спільними ознаками й класифікують їх за культурами.
На підставі подібності пам'яток з-перед 6,5-5 тисяч років тому, знайдених у Маріупольському могильнику на території сучасного заводу Азовсталь, над Дніпровими порогами, над Сіверським Дінцем, на Київщині, Черкащині, Гомельщині й Волині, археологи об'єднують їх в одну групу пам'яток Дніпро-Донецької культури. Посуд тієї культури мав гостре або плоске дно, його зодоблювали гребінцевим, накольчатим і прокресленим орнаментом. Покійників ховали племена Дніпро-Донецької культури випростаними на спині й посипали червоною фарбою. Коло них клали знаряддя праці, мідні, золоті й неметалеві прикраси. Отже, з-над Сіверського Дінця до Прип'яті жили тоді споріднені племена. Дніпро-Донецька культура — найдавніша ознака спільності стародавнього населення території України в IV-тому тисячолітті до Христа.
В 1860-х роках за десять кілометрів од сучасного Бахмута гірничий інженер Носов натрапив на доісторичні виробки мідної руди, шлаки, деревне й кам'яне вугілля. В одному руднику шахтарі знайшли череп і кістки гірника, просочені міддю, в іншому — кам'яні й бронзові сокири. Наші предки самі добували й виплавляли чорну мідь і продавали свої вироби з неї у великих містах над Дніпром ще в III тисячолітті до Христа.

## Стародавність
З 2 тис. до н. е. в Приазовських степах жили племена кімерійців. Кімерійське населення мало комплексне землеробсько-скотарське господарство. Однак все більша засушливість клімату змусило їх перейти до кочового скотарства. Поступово значна частина населення покинула степові райони та переселилася в місця з сприятливішими природними умовами — лісостеп та прилеглі до нього райони правобережжя та лівобережжя Дніпра, території передгірного Криму та Північного Кавказу, зокрема Закубан'я. В XII—X ст. до н. е., в порівнянні з попереднім періодом, у степовій зоні між Доном та Дунаєм спостерігається десятикратне зменшення кількості поселень та поховань. Проте в VIII—VII ст. до н. е., в долині річки Кальміус, все ще панували кімерійці.
В VII до н. е. кімерійців змінили в степах Приазов'я скіфи-сколоти, які були сусідами з ними ще на початку I тисячоліття до н. е. Царські скіфи освоїли водний шлях з свого торгового міста Гелона, розташованого в гирлі річки Самари, лівої притоки Дніпра в Меотиду. Цей шлях пролягав Самарою, її притокою Вовчою і далі в Кальміус. Згадка про зв'язку Вовча — Кальміус можна знайти у давньогрецького історика Геродота (V в. до. н. е..). «З їх землі [фіссагетів] течуть чотири великі річки через область меотів (Приазов'я) і впадають в так зване озеро Меотиду (Азовське море). Назва цих річок: Лик (Кальміус), Оар (Міус), Таномс (Дон) та Сіргіс (Сіверський Донець)». Геродот називає річку Кальміус, а так само і річку Вовчу, що були частинами одного водного шляху — Лик (от «lukos» — «вовча»). Пізніше тюрки називали річку Кальміус — «Каяли», також вважаючи її продовженням дніпровської Каяли (річки Вовчої, притоки Самари) на шляху до Азовського моря.
В II столітті на зміну скіфам прийшли спорідненні їм сарматські народи (сіраки, язиги, ясси, аорси, алани, роксолани тощо), що населяли до цього простір між Волгою та Доном. Поселення сарматів, в свою чергу, зазнали нападу готів — німецьких племен, що вторгалися в Приазов'я та північне Причорномор'я з берегів Вісли. Захопивши ці землі готи очолили племінний союз, куди крім власне готів увійшли також німецькі, сарматські та праслов'янські племена. У землях на схід від Дніпра господарювали кочівники сармато-алани. В 371 році до нашої ери гуни напали на володіння готського племінного союзу в північному Причорномор'ї та стерли з лиця землі все острівці осілості та землеробства, які існували до того часу на цій землі.
З 7 ст. до н. е. до 3 ст. н. е за даними античних письмових джерел жили в Приазов'ї та від гірла Дона до Кубані меоти-молокоїди, від яких Азовське море називалося по-грецькому Меотидою. Слов'яни називали його Сурозьким (синім) морем. Сучасна назва «Азовське» походить з арабської мови: Бар-аль-Азов (темне-синє).Меоти й інші племена випасали стада рогатої худоби. Біля села Піски Ясинуватського району знайдено кибитки, вози й металеві предмети кочівників. Металічні предмети, знайдені в похованнях біля міста Краматорська, вказують на місцеву виплавку металу.

## Золотоординська та татарська доба
Про наявність в XIII—XIV ст. у донецьких степах осілого населення свідчять, в першу чергу, знахідки на поселеннях Сіверського Дінця. Так, про наявність на городищі в с. Райгородок Слов'янського району залишків споруд з обпаленої цеглини і великої кількості монет золотоординського часу повідомлялося ще М. В. Сибільовим. Про це також свідчять знахідки золотоординських предметів на Царіном городищі в у с. Маяки Слов'янського району. На жаль, Райгородськоє городище було повністю знищене крейдяним кар'єром. Але це підтверджується знахідками на розташованому поблизу поселенні Козача Пристань (1684—1739 рр.) великої кількості золотоординських цегли, використаної козаками в своїх спорудах. Серед них зустрічається і декоративна цегла, вкрита блакитною непрозорою глазур'ю. Подібна цеглина північнокавказького (Маджарського) виробництва використовувалася для прикраси стін громадських споруд (наприклад, мечетей).
Важко сказати, чи багато в XIII ст. існувало на території Донецького краю осілих поселень. Без сумнівів можна говорити лише про те, що осіле населення в цей час мешкало на Сіверському Дінці. Тут відомий ряд поселень з так званою «керамікою староруської подоби». Їх мешканці представляли дуже складне в етнічному плані населення, яке було нащадком населення Хозарського каганату.
Так чи інакше, абсолютна більшість цих поселень не пережили трагічні події кінця XIV — почала XV в.: — походи Тамерлана 1391—1395 рр. і розпад Золотої Орди. Загибель їх ознаменувала новий етап в історії Донецьких степів — етап, що продовжується до кінця XVI ст і що характеризується повною відсутністю на цій території осілості і панування тут кочового життя. У літературі цей період отримав образну назву періоду «Дикого поля».

## Заселення і освоєння краю у 16-18 ст
Зібрані й систематизовані факти з історії заселення Донеччини XVI—XVIII століття дозволяють виділити в цьому процесі з урахуванням характеру й результатів такі періоди:
- XVI — перша половина XVII століття (заселення козацтвом)
- друга половина XVII — початок XVIII століття (народна колонізація)
- середина XVIII століття (заселення Слов'яносербії)
- остання чверть XVIII століття (роздача земель Запорізької Січі)

Після відновлення Запорозької Січі (створення Нової Січі) у середині XVIII ст. більша частина території Донеччини входила до земель Кальміуської паланки Війська Запорозького Низового.
Ґрунтовні дослідження про заселення і освоєння краю в 16-18 ст. проведені д.і.н., проф. В. О. Пірко, які показують, що його в цей період заселяли і освоювали різні етноси, серед яких українці становили 60-70 %

Наприкінці XVIII ст. населення регіону представляли понад 30 етносів, серед яких у 1779 р. українці становили понад 61,3 % від загальної чисельності населення. За ними йшли росіяни (20,5 %), греки (7,3), вірмени (6,1), молдовани (2,5), а на решту припадало трохи більше 2 % від загальної кількості населення краю.

## Радянсько-українська війна

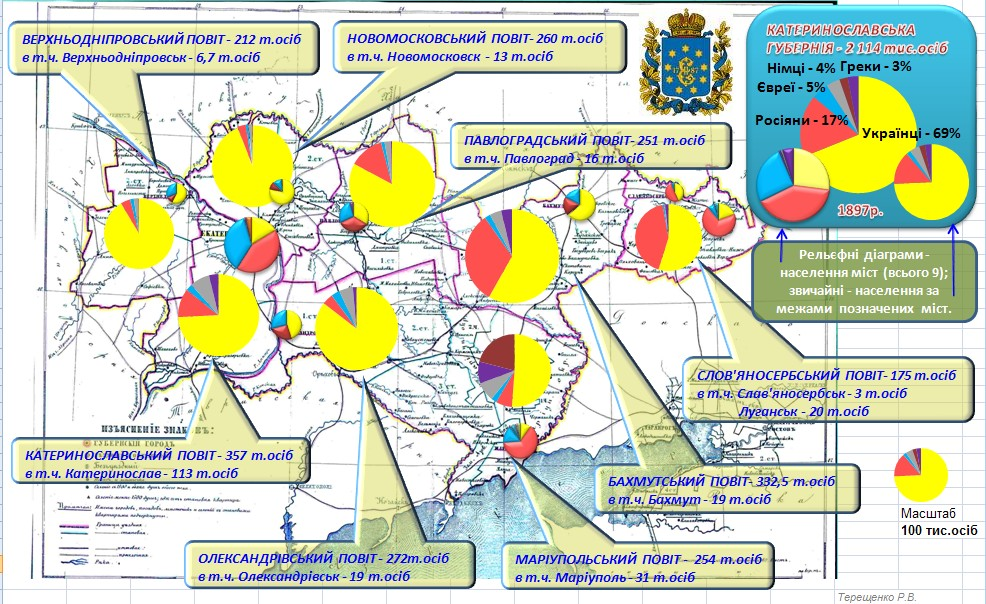
Етнічний склад населення Катеринославської губернії на 1897 р.

### Українське відродження
На середину 1917 року стають українськими 24,25 і 26 полки колишньої царської армії. В містах їх квартирування — Маріуполі, Бахмуті, Луганську утворюються перші загони «Вільного козацтва» . Поступово рух «вільних козаків» поширюється за лінією Бахмут-Лисичанськ-Луганськ й окремо — у Маріуполі.
До глибокої осені 1917 року (а в Маріуполі й Луганську до грудня 1917) українські партії й військові організації «Вільного козацтва» через своїх представників у радах тримають під контролем, окрім згадуваних Лисичанська, Слов'яносербська, Бахмута, міста Юзівку, Єнакієво, Слов'янськ, Гришине, Костянтинівку, Дружківку, Волноваху, Ясинувату, Авдіївку, повіти Бахмутський, Слов'яносербський, Ізюмський, Луганський, Маріупольський, Старобільський. Водночас, в вище означених 5 повітах утворені й діють Українські повітові ради, а в Маріуполі навіть окрема міська Українська рада.
Виникає перша українська преса. Так, 1918 р. в Бахмуті вийшов перший номер часопису «Вільне слово», де між іншим, були опубліковані вірші молодого Володимира Сосюри. Українське відродження поступово набирає темпів, змушуючи рахуватися з собою навіть тамтешні російські пресові органи. Починаючи з літа 1917 року звернення й статті з українського питання друкує елітарний «Южный край».
З втратою впливу на солдатські й шахтарські маси, розвалом свого запілля у повітах, на жовтень 1917 року в Донбасі склалися умови, коли влада Київської Центральної Ради була реальною лише в тих містах та селах навколо них, де квартирують українські полки і діють організації «Вільного козацтва» (Маріуполь, Луганськ, Бахмут). Осінь 1917 позначилася на Донеччині локалізацією українського руху в трьох вищезгаданих містах, перетворених місцевими українцями на бастіони українського руху Донбасу. Територія ж інших міст та повітів являла собою розбурхане море більшовицької анархії.
Жовтнем 1917 року закінчується перший період українського руху Донецького краю. Листопадом-груднем 1917 р. розпочинається другий період українського руху Донбасу: втрата останніх своїх центрів і подальша окупація терену більшовицькими військами.

### Бахмут
Звернемося до споминів комісара Бахмутської повітової ради робітничих, солдатських і селянських депутатів Є. М. Менде «Социалистический переворот в Донбассе». Вони в усіх барвах розповідають, як була встановлена тут комуністична влада в 1917- 18 рр.
«…У самому Бахмуті без особливих труднощів нам вдалося створити наш міський виконавчий комітет… стосовно ж повітової влади… тут все виявилось значно складнішим… Президію І повітового з'їзду склала наша фракція, та есери вирішили зірвати з'їзд, спираючись на українські націоналістичні організації „спілку“ та „просвіту“. …З'їзд було зірвано і делегати розійшлися.
Через місяць скликали II повітовий з'їзд Рад. Однак… він виявився ще бурхливішим, ніж попередній. Українські націоналісти, підтримані есерами, різко виступили проти більшовиків… (Більшовицька фракція покинула з'їзд… Делегати ро'зійшілися, і II повітовий з'їзд не відбувся…
…Міський виконком вирішив скликати III повітовий з'їзд Рад, який зібрався напередодні III Всеросійського з'їзду Рад. Українські самостійники на з'їзд не приїхали: з місць їх більше не посилали, „спілка“ і „просвіта“, як і есери, втратили свій вплив серед селян, і їхнє місце зайняла наша партія. …Так була встановлена Радянська влада у Бахмуті — у самому центрі вугільного району».
Та зміна політичної ситуації в Україні у березні-квітні 1918 року примушує більшовиків покинути цей район. Хоч Бахмутський виконком встиг ще надіслати вітальну телеграму своїм московським господарям зі схваленням Брестського миру, однак вже у квітні 1918 р. у Бахмут вступили німецькі й українські війська. На короткий час, до осені 1918 року, тут було розквартировано 3-й гайдамацький полк на чолі з отаманом Волохом. Загони «Вільного козацтва» розпущено, замість них оголошено набір до лав гайдамаків. Добровольців було багато (Слов'янськ), й навіть з шахтарських селищ, що підкреслює у своїх споминах Володимир Сосюра. Однак місцеві прихильники УНР не були задоволені гетьманською владою. Вже восени 1918 р. у повіті й місті вони підіймають повстання. На дуже короткий час (з жовтня по грудень) тут встановлено владу Директорії. Факт цей вартий особливої уваги істориків та дослідників, оскільки Бахмутське повстання — єдине відоме повстання на підтримку нової петлюрівської влади на всій Луганщині й Донеччині. В листопаді 1918 року німецькі війська відступають, у грудні того ж року місто й повіт захоплюють загони Краснова й більше українська влада не поновлюється тут вже до часів проголошення 24 серпня 1991 року Незалежності України.
Протягом 1919-22 рр. на Бахмутщині діють великі повстанські загони з місцевих селян, просякнуті сильним махновсько-петлюрівським духом. Слідкувати за їх ліквідацією двічі приїжджає сам голова ЧК Фелікс Дзержинський, однак останніх повстанців більшовикам вдалося розбити лише пізньої осені 1922 року.

### Маріуполь
Маріуполь, колишній центр, запорізької паланки Домаха, в роках 1917-18 знову став, як і двісті років перед тим, справжнім українським містом. На сьогодні історикам відоме лише одне з усіх міст Донеччини, де поруч з Українською повітовою радою була організована Українська міська рада. Це — Маріуполь. Безумовно, саме вона вплинула на рішення Маріупольської думи, яка визнала владу Центральної Ради.
Невідомо, щоб думи інших міст на Донбасі приймали так ухвали. Вже одне це може слугувати за високу оцінку результативності національної роботи українських організацій Маріупольщини 1917 р. Опорною базою українців у Маріуполі слугував 24 полк російської армії, що перебував у місті й був українізований навесні 1917 р. Командний склад полку являв собою відданих українських патріотів. Його офіцери стали першими організаторами «Вільного козацтва» у повіті, а коли в листопаді-грудні 1917 року склалася загроза більшовицького перевороту, утворили офіцерський «батальйон смерті».
Шляхом підступу, зімітувавши «відкрите голосування» з питання розпуску, комуністичним агентам вдалося розформувати й демобілізувати, цю військову частину саме в момент комуністичного виступу в Маріуполі 30-31 грудня 1917 року. Як і у випадках з Бахмутом й Луганськом, слідом за ліквідацією українських військових частин, відбувається комуністичний переворот й розпочинається плановий терор проти всього українського активу. 31 грудня, в Новорічну ніч, почався перший етап більшовицької влади у цьому приморському місті.
Та вже 8 квітня 1918 року «українські буржуазні націоналісти, меншовики та есери… вчинили заколот і захопили владу… цим вони полегшили наступ німецьких загарбників».
Вступ до Маріуполя 20 квітня 1918 року гетьманських і німецьких військ його мешканці вже зустріли вільними від терору комісарів та ЧК. Розпочався запис в гайдамаки, формування нового державного апарату.
Востаннє за часи Визвольних змагань 1917-22 рр. українська влада припинила своє існування у цьому місті в листопаді 1918 року з відходом гетьманських військ. Як і весь Донецький басейн, Маріуполь силою обставин був усунений від подальшої боротьби за українську державність.

### Громадянська війна на Донеччині 1918 рік
У березні 1918 р. в Юзівці, Костянтинівці, Гришиному й Маріуполі створено опорні пункти для спротиву німецьким кайзерівським військам. На весні 1919 р. залізнична станція Дебальцеве була осередком бойових операцій і червоноармійці тримали 350-кілометровий фронт проти денікінців на північ од Дебальцевого, на південь од Бахмута й далі до Волновахи. Звідтіль до узбережжя Азовського моря діяла махновська бригада, що входила до складу червоноармійської Задніпровської дивізії. Під час відступу наприкінці грудня білогвардійці створили вузли опору Бахмут-Попасна, Горлівка-Дебальцеве та Іловайськ-Леонове.

### Громадянська війна на Донеччині 1919—1920 рр
В травні 1919 Донеччина була окупована денікінцями.
У другій половині грудня 1919 р. — початку січня 1920 р. Червона Армія знову зайняла Донбас (тут діяла ударна сила фронту — Перша кінна армія С. М. Будьонного, перетворена з корпусу в листопаді 1919 р.), Царіцин, центральні райони Донської області.
Добровольча армія відступала до Північної Таврії і до Ростова-на-Дону.
Бої за Донбас вела Перша кінна армія під командуванням С. М. Будьонного. Бої за Юзівку почалися 31 грудня 1919 року. При взятті міста частини Червоної Армії захопили 152 гармати, 1 бронепоїзд («Грозний», що входив до складу 2-го бронепоїздного дивізіону), близько 2 мільйонів пудів вугілля, 10 ешелонів з військовим спорядженням. В полон узяли велику кількість деникінських солдатів. 3 січня 1920 року було повідомлено про звільнення Юзівки від денікінців. У захопленні міста брала участь 4 партизанська дивізія, що входила до складу 4 армії Південного фронту. Тоді ж був створений військово-революційний комітет на чолі з Жуковським. Грізною силою в місті була не ЧК, а радянська міліція, очолювана Мановським і його заступником Іваном Чебишевим. Всі співробітники робітничо-селянської радянської міліції займалися не стільки охороною громадського порядку, скільки боротьбою з класовими ворогами.
Махновські повстанці в 1919 році, будучи союзниками червоної армії, двічі здобували Маріуполь. У жовтні махновсько-денікінський фронт протягнувся понад 1200 км. Коли ж більшовики в 1920 р. розірвали угоду з Махно і 17 липня 1921 його повстанці проходили через Юзівський район, на них напали червоні. Втекла кіннота, а 2000 піхотинців здалися більшовикам у полон. Їх розстріляли біля станції Курахівка. Тоді ж більшовицькі броньовики біля села Голодівки три дні поливали кулеметним вогнем відділ Махна, що прямував на Велику Анадоль. Зі 100—150 шабель вирвалося тільки 60 повстанців.

## Голодомор
Ті нечисленні документи (інформаційні повідомлення, доповідні записки, службові листи), які збереглися, не дають, на жаль, повного опису тих подій. Відтворити картину минулих років у більшості випадків допомагають спогади очевидців. Вони дозволяють наочно представити масштаби трагедії: в 1932-33 рр. голод відчували як в промислових містах (Донецьк, Маріуполь, Горлівка, Харцизьк, Ясинувата та ін.), так і в окремих сільськогосподарських районах, де голод був таким самим лютим, як і в інших областях України (Мар'їнський р-н). Існує також ряд свідчень, правда не таких докладних, про голод чи напівголодне існування селян в Маріупольському, Старо-Каранському, Верхньо-Теплянському та інших районах Донбасу.
Голод на Донеччині, як і в усій країні, став результатом індустріалізації економіки, примусової колективізації і цілеспрямованої політики на вилучення хліба та інших харчових продуктів на селі. Сталінський округ став першим округом всезагальної колективізації в Донбасі. Репресії у відношенні крупних і середніх виробників сільськогосподарської продукції, розкуркулювання та створення колгоспів знищили сільськогосподарську базу, що створювалася століттями. Високі податки, суворе дотримання так званих «твердих завдань» зі здачі продуктів і подібні заходи адміністративної дії межували з свавіллям й беззаконням, а одноосібників підштовхували в колгосп. Так, донецький історик М. Троян повідомляє, що: «В селі Олексіївка Селідівського району з 120 корів, які були в одноосібників, в період м'ясозаготівель було відібрано…115». В селі Сергіївка восени 1931 року у 200 селян-одноосібників «був забраний не тільки весь хліб, але й весь живий і мертвий інвентар». Значного поширення набрало занесення на «чорну дошку», що означало фактичну блокаду, позбавлення права селян на виїзд і в'їзд у села. Тільки у грудні 1932 р. на «чорну дошку» в області було занесено одразу 15 колгоспів. До середини 1932 р. на Донбасі в селах склались передумови масового голоду й розорення селян.
Постанова ЦВК і РНК СРСР від 7 серпня 1932 р. «Про охорону майна державних підприємств, колгоспів і кооперацію та укріплення громадської (соціалістичної) власності» поставила селян в ще скрутніше становище. За свідченнями того ж самого М. Трояна в Донбасі тільки від часу прийняття Постанови до 1 квітня 1933 р. було засуджено 9286 чоловік. Одноосібники серед них становили 37,3 % (3461 особа), робітники — 22,4 % (2077), колгоспники — 17,6 % (1636), куркулі і нетрудові елементи 16,8 % (1560) і службовці — 5,9 % (552 особи). Більшість було засуджено за крадіжку в колгоспах: в 1932 році — 61 %, на початок 1933 року — 55 %. Приблизно кожний тридцятий з них був засуджений до розстрілу, кожний восьмий до позбавлення волі на 10 років, кожний п'ятий — від 5 до 10 років. Суворішому покаранню піддавались куркулі (розстріляно 11,6 %) і службовці (5,2 %).
Зважаючи на викладене вище, факти голодування і смерті колгоспників та одноосібників, людей похилого віку та дітей мали місце в усіх районах Донеччини. Так, на початку березня 1933 року в с. Шипарське з 212 колгоспних і 18 одноосібних господарств 190 (82,6 %) абсолютно не мали продовольства. За січень та 20 днів лютого тут померло 74 особи, а смертність в окремі дні сягала 8-10 осіб. Більш половини померлих — діти до 10 років. Якщо шахтарям у містах давали по півкіло хліба на день, а іншим працюючим — по 200 грамів, то на селі люди, що були доведені до стану голодних звірів, нерідко їли собак, кішок, полеглих коней (с. Ровенецьке, Біловодський р-н). Про вкрай тяжке становище людей взимку й весною 1933 року свідчать численні факти канібалізму. Мали місце факти трупоїдства коли викопували померлих з кладовищ. Опісля голодомору край значною мірою було заселено росіянами.

## Друга Світова війна
Див. Діяльність ОУН на Донбасі
На час німецької влади обласному центру повернуто історичну назву Юзівка, області — Юзівська область.
Коли 23 жовтня після триденних боїв німці зайняли Сталіне, мешканці міста відчинили браму тюрми й побачили три ями, наповнені трупами. Деякі мерці були без рук і ніг. НКВД закопало й заасфальтувало в центрі міста 4000 невинних жертв. Решту розстріляних і закатованих у будинку на вулиці Артема 44, де тепер філармонія, а в 1932-66 рр. лютували чекісти, вивозили на „Рутченкове поле“ в Кіровському районі міста. В Донецькій області в 1930-50 рр. репресовано за політичними мотивами понад 100000 громадян. Тільки зараз встановлено пам'ятні знаки на місці деяких поховань цих невинних жертв.
- серпень 1941 — у Сталіно сформована 383-я шахтарська стрілецька дивізія.
- кінець жовтня 1941 — німецькі війська контролюють найбільші міста Донецької області.
- 3 листопада 1941 — слов'янський партизанський загін під командуванням М. І. Карнаухова в бою з каральним загоном в Теплінських лісах Сталінської області знищив 127 німецьких солдатів і офіцерів.
- листопад 1941 — лютий 1942 — діяльність в місті Дружковка підпільної комсомольської молодіжної організації „Ленінська іскра“.
- 22 лютого 1943 — постанова ГКО про відновлення вугільних шахт Донбасу.
- 18 серпня 1943 — початок наступу військ Південного фронту. Прорив Міус-фронту.
- 5 вересня 1943 — радянські війська взяли під контроль міста Артемівськ і Горлівку.
- 6 вересня 1943 — радянські війська взяли під контроль місто Констянтінівка.
- 6 вересня 1943 — радянські війська взяли під контроль Краматорськ.
- 8 вересня 1943 — радянські війська взяли під контроль Сталіно.
- 10 вересня 1943 — радянські війська взяли під контроль Маріуполь.

Водночас були намагання німецької адміністрації відновити роботу шахт та заводів. Але це не вдалося. Для потреб окупантів вугілля доводилося возити з Домбровського басейну.
Дещо кращим було становище в царині легкої промисловості. Так, одним з найбільших підприємств в області був швейний комбінат у м. Маріуполі, що об'єднував 11 фабрик, на яких працювало 2000 робітників.
Німці з притаманною їм педантичністю склали чіткий план відновлювальних робіт. У лютому 1942 року головний інженер гірського товариства професор Б. П. Шестюк повідомляв „Вже працюють кілька шахт, наприклад“ Ново-Мушкетове», 12 «Похила», «Бутівка», 5 біс «Трудовська» та інші Починають давати вугілля шахти 1-2 «Смолянка», 4 «Лівенка» 1 «Щегловка». Йдуть відновлювальні роботи на найстаршій Юзівської шахті «Центральна-заводська»("Д. В. «від 12 лютого 1942 року»). Число шахтарів неухильно зростало. Так, на шахті «Смолянка» у квітні 1942 року за направленням біржі праці працювало 203 чоловік, а в листопаді — 822
В 1942 році у м. Сталіно налічувалося 1745 дрібних підприємств, в переважній більшості приватних. Працювали кооперативні товариства. Найбільше «Донбас» мало декілька майстерень та цехів, 2 шахти, на яких працювало 200 робітників. У 1942 році створено «Сталінторг», який мав 63 магазини. м'ясокомбінат, 21 пекарню.
Центральним друкованим органом у м. Сталіно (Юзівки) і області з 15 листопада 1941 року до 29 серпня 1943 року (під час німецької окупації) була газета «Донецкий вестник». Всього вийшло 207 номерів. Періодичність було 2-4 номера на тиждень. Тираж коливався в межах 25-65 тис. примірників. Найтриваліший час посаду редактора газети займав Г.Ковалевський.

## Новітня історія: кінець ХХ— початок XXI ст

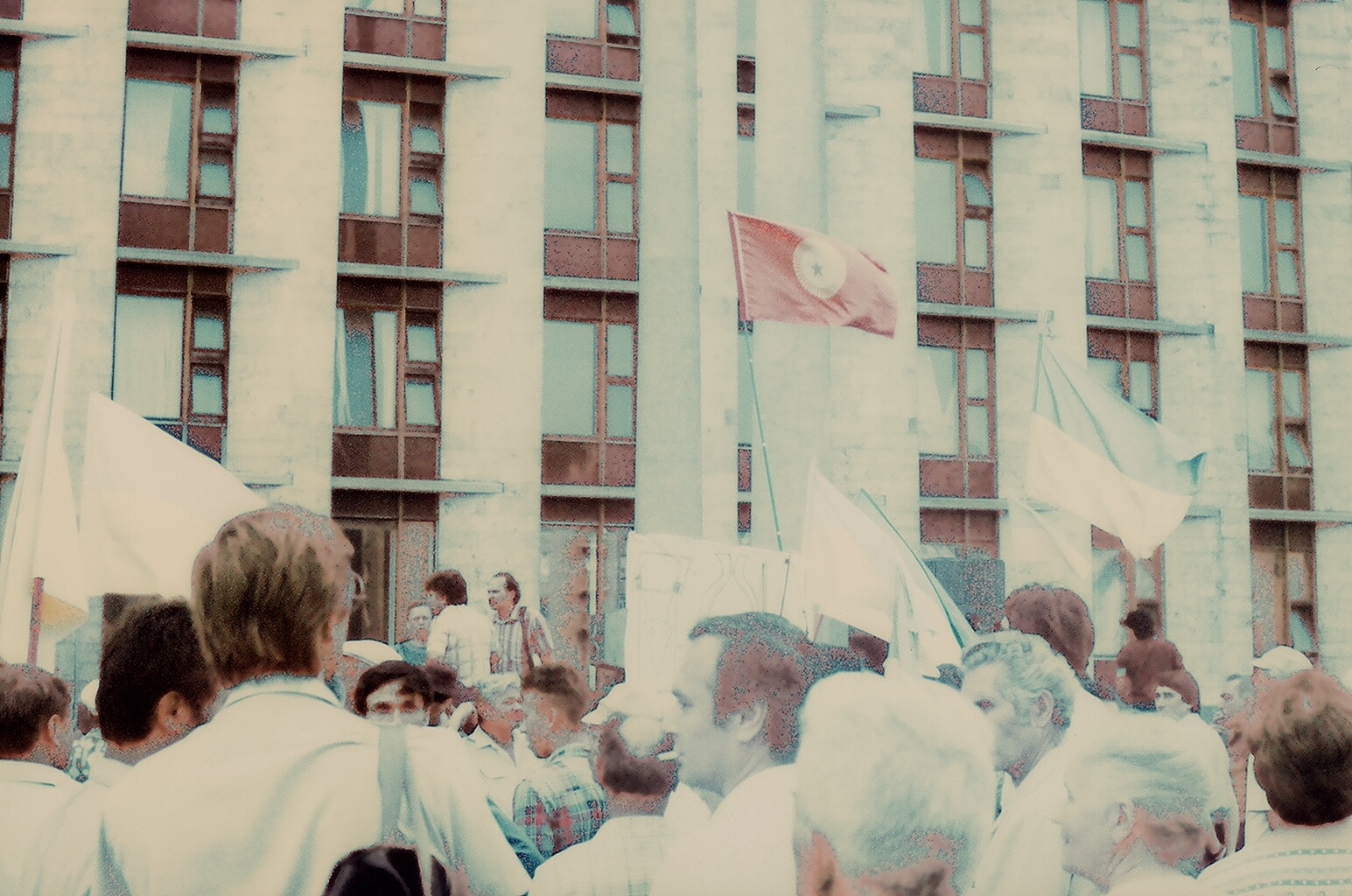
Шахтарсько-Рухівський мітинг біля Донецького обкому КПУ. 1990.

У 1989—1991 роках Донецьк і весь Донбас стали ареною спротиву комуністичній владі. У Донецьку вирували багатотисячні мітинги і маніфестації, які влаштовувалися двома дієвими на той час силами — в першу чергу шахтарськими страйкомами і також Народним Рухом України. Часто ці сили діяли разом, узгоджено висували своїх кандидатів на перших демократичних виборах. Це був час, коли робітничий і національно-демократичний рух на Донбасі були найближчими у своїх діях і програмних цілях.

## Традиційний одяг Донеччини
Традиційні жіночі сорочки Донеччини — з прямими вставками, пришитими по основі (з лиштовочками), з підтичкою або додільні. Низи рукавів збиралися на нитку, іноді пришивали оборки — чохли. Вишивка сорочок — біла або червоно-чорна; вишивалися рукави, вставки, іноді поділ та комір. Наприкінці XIX ст. поширюються сорочки до гестки, до талійки (на кокетці) — переважно з фабричного полотна.
Поясним одягом слугували обгортка та дерга чорного кольору з вузькою кольоровою смужкою. Плахти носили лише в деяких селах. Пізніше на зміну цим видам убрання приходять вовняні (кашемірові) або з кубового ситцю рясні спідниці (кількість пілок сягала дев'яти), а також спідниці з оборкою, пришитою до подолу. Фартухи, які називалися тут попередницями чи запонами, були двох видів: із грудинкою та на паскý; перший здебільшого правив за робочий одяг, другий був святковим. Фартухи з грудинкою шили з темної дешевої фабричної тканини, іноді зі скромною обшивкою тасьмою. Фартухи на паску робили з білого полотна й обов'язково прикрашали вишивкою, мережкою або мереживом.
Нагрудним жіночим одягом були короткі безрукавки з фабричної тканини, прямого крою або в талію; корсетки до вусів із невідрізною спинкою; карасики, аналогічні за кроєм корсеткам, але значно коротші, і їхні поли не заходили одна за одну.
На початку XX ст. з'являються короткі кофти-бебешки, подібні до харківських матросок чи полтавських підроманців. Бебешки шили з фабричних тканин із кокеткою. На грудях та спинці біля кокетки робили численні збори. Застібка розміщувалася по лінії плечового шва уздовж пройми рукава. Носили й легкі бавовняні кофти, а подекуди — так звану парочку: кофту й спідницю з однієї тканини.
Утепленим нагрудним одягом були сачки в талію, прямоспинні баски, козакини на ваті — прямоспинні або до вусів. Із початку XX ст. поширюються короткі москвички на ваті, пошиті в талію.
Верхнє жіноче вбрання — білі, а пізніше сірі свити з саморобного сукна до вусів. Коротка свита звалася куциною. Носили також юпки в талію з фабричної тканини, на ваті, з розширеним клинами подолом. На початку XX ст. набули поширення довгі широкополі холодайки на ваті та аналогічні за кроєм прикорочені ватянки. Взимку одягали кожухи з фондами, або до вусів. Згодом почали носити короткі полушубки прямого крою. Функцію плаща виконував бурнус — довгий широкополий одяг із грубої фабричної тканини.
Очіпок на Донеччині повсюдно вдягали під намітку. Наприкінці XIX ст. замість неї голову почали пов'язувати хусткою. В холодну пору року носили вовняні або напіввовняні хустки, в теплу погоду — з легких фабричних матеріалів, барвисті або білі. Очіпки шили переважно з парчі у вигляді круглої шапочки з вушками (подібні до харківських). Пізніше поширюються очіпки з ситцю — на мотузках. Носили також капери, аналогічні капорам Харківщини.
Дівчата заплітали волосся в одну, іноді у дві коси зі стрічками, на свята вдягали вінки з живих або штучних квітів. Пов'язувались яскравими хустками. Взуттям слугували чоботи (переважно чорні, в деяких районах — кольорові), постоли-чарухи, черевики, а також високі гетри та черевики на резинках.
Чоловічий одяг — тунікоподібні сорочки або на кокетці, зі стоячим або виложистим коміром, рукави викінчувалися манжетами чи вільно. Розріз пазухи був по центру або збоку. Вишивалися груди, манжети, комір, іноді поділ. Подекуди вдягали косоворотки. У більшості районів сорочку носили навипуск і підперізували плетеним чи звитим паском червоного або синього кольору з китицями. Штани у XIX ст. були широкі, з вибійчастого полотна, з ромбоподібною вставкою між холошами. Пізніше їх починають шити з фабричних тканин (сукна, пестряді) і значно вужчими.
Обов'язковою в чоловічому костюмі Донеччини була жилетка, що вдягалася на сорочку. У XX ст. в деяких селах з'являються костюми-трійки.
Традиційний верхній чоловічий одяг — свита до вусів (до фандів). Побутувала також чинарка з фабричної тканини, відрізна по лінії талії, з густими зборами й стоячим коміром. Носили й куцини, подібні за кроєм до чинарки, але значно коротші, а також венгерки довжиною до колін.
Чоловічі кожухи були здебільшого відрізними по лінії талії, зі зборами. У сильний холод одягали довгі широкі тулупи з великим коміром, що закривав плечі. В негоду напинали сіряк із кобкою чи кобеняк-кирею з відлогою.
Головні убори чоловіків — хутряні шапки конусоподібної заокругленої форми, влітку — брилі. У XX ст. з'являються шапки-вушанки, картузи. Стриглися чоловіки нетрадиційно — під бобика, під польку.
Взуттям були чоботи-витяжки, постоли-чарухи, подекуди — личаки прямого плетіння, дерев'яники (підошва дерев'яна, верх шкіряний). На початку XX ст. поширюються чоботи-бутилки та галоші.

## Історія Донеччини в художній літературі
Згадки про терени сучасної Донеччини є у давньогрецьких істориків та літописців (Геродот, Йордан, Прокопій Кесарійський та ін.).
Географічні реалії Приазов'я зображені в героїчному епосі германських народів, в англосаксонській «Беовульф», в ісландській «Старшій Едді», в німецькій «Пісні про Нібелунгів».
Край також згаданий у давньоукраїнських творах «Велесова книга» (видана українським публіцистом, громадсбко-культурним діячем з Бахмута Ю. Миролюбовим), оповіді «Битва на Калці», «Слово о полку Ігоревім».
Зв'язок поета-романтика М. Петренка з рідним Слов'янськом, подорожі донецькою землею Г.Зиновієва додадуть читачам важливу літературну та історичну інформації.

## Фольклор
Свідчення про Донеччину зустрічаються у творах української народної творчості, зокрема в історичних та чумацьких піснях, легендах, переказах, народних думах, піснях про Морозенка, переказах про Савур-Могилу.
Сучасний фольклор Донбасу.

## Хронологічна таблиця

### XVI століття
- 1571 — засновано місто Бахмут (за радянської влади м. Артемівськ)

### XVII століття
- 1611 — козацьке укріплення Домаха (зараз на території м. Маріуполь) стало центром Кальміуської паланки
- 1642 — засновано перше поселення на територій області — Святогірський монастир
- 1645 — засновано острог Тор (територія м. Слов'янськ)
- 1664 — збудовано перший державний солеварний завод на торських озерах (територія м. Слов'янськ)
- 1676 — поблизу Торських озер збудоване місто Тор і фортеця — заснування м. Слов'янськ
- 1690 — засновано зимівник запорізьких козаків — Ясиновка (поблизу м. Макіївка)

### XVIII століття
- 1708 — території на захід від р. Кальміус входять до складу Азовської губернії
- 1715 — засновано Бахмутський та Торський (Слов'янський) солеварні заводи
- 1721 — експедиція Григорія Капустіна вперше на Донбасі знайшла кам'яне вугілля поблизу річки Курдючей (притока Сіверського Дінця)
- 1775 — ліквідація Запорізької Січі та її паланок, створення Кальміуського уїзду у складі Азовської губернії
- 1777 — засновано слободу Землянки поблизу сучасного міста Макіївка
- 1778 — поблизу Кальміуської слободи засновано уїзне місто Павловськ (заснування м. Маріуполь)
- 21 травня 1779 року — м. Павловськ перейменовано в Маріуполь
- 1783 — Бахмутська слобода стала уїзним містом Бахмут, заснування с. Роздільського (м. Єнакієве)
- 1784 — місто Тор перейменовано на Слов'янськ
- 1787 — засновано слободу Макіївська (поблизу сучасного м. Макіївка)
- 1797 — території на захід від р. Кальміус входять до складу Новоросійської губернії

### XIX століття
- 1802 — території на захід від р. Кальміус входять до складу Єкатеринославської губернії, інші землі — до Області Війська Донського
- 1812 — засновано с. Сантуріновка (зараз м. Костянтинівка)
- 1815 — засновано Макіївську волость (центр — слобода Макіївка)
- 1820 — уперше виявлено кам'яне вугілля поблизу слободи Олександрівка (територія сучасного Донецька), з'явилися перші маленькі шахти
- 1820 — у Маріуполі відкрито перше приходське училище
- 1824 — у Приазов'ї розпочато будівництво морських кораблів
- 1830 — відкриття макаронної фабрики в Маріуполі
- 1832 — заснування Слов'янського курорту — на озері Ропне.
- 1841 — за наказом генерал-губернатора М. Воронцова на території сучасного Донецьку були побудовані перші 3 шахти Олександрівського рудника
- 1859 — об'єднані в Макіївський кам'яновугільний рудник дрібні шахти на території сучасної Макіївки
- 1868 — засновано станцію Краматорська (зараз — місто Краматорськ)
- 1869 — засновано селище Юзівка, чи Юзово (місто Донецьк) на місці слободи Олександрівка разом з будівництвом тут металургійного заводу (підприємство Джона Юза) і шахт
- 1870 — для завідування міським господарством у Маріуполі відкрита міська дума
- 1871 — на Юзівському заводі побудовано першу доменну піч
- 1872 — на Юзівському заводі одержали перший чавун
- 1875 — засновано станцію Гришине (зараз — місто Покровськ)
- 1876 — у Маріуполі відкрита перша гімназія
- 1878 — засновано станцію Дебальцеве
- 1879 — відкрите Микитівське родовище ртуті
- 1889 — у Маріуполі відкрито новий морський торговий порт, у селищі Юзівка засновано машинобудівний завод Боссе Генфельда (зараз — «Донецькміськмаш»)
- 1895 — початок будівництва Костянтинівського скляного заводу Бельгійського анонімного товариства, побудований котельно-механічний завод у Харцизьку (зараз — Харцизький трубний завод)
- 1897 — розпочав роботу «Нікополь-Маріупольський» металургійний завод (зараз — Маріупольський металургійний комбінат ім. Ілліча)

### XX століття
|                                                  |  |  |
| Ювілейна монета НБУ присвячена Донецькій області |  |  |

- 1907 — у селищі Дмитрівське (сучасна Макіївка) відкрита перша у Російській імперії районна гірничорятувальна станція — зараз «Макіївський НДІ з безпеки робіт у гірничій промисловості»
- 1911 — засновано селище Новоекономічне (зараз — місто Мирноград)
- 1912 — почав діяти Краматорський цементний завод «Пушка», засноване селище Оленівські Кар'єри (зараз — місто Докучаєвськ)
- травень 1917 року — селище Юзівка одержало статус міста
- липень 1917 року — селище Дмитрівське одержало статус міста (Дмитрівськ, зараз — місто Макіївка)
- 5 лютого 1919 року — український радянський уряд прийняв декрет про утворення Донецької губернії
- 23 березня 1920 року — декретом Раднаркому УРСР утворена Донецька губернія
- березень 1920 року — створено Червону Азовську військову флотилію
- 30 травня 1921 року — у Юзівці відкрито гірничий технікум (зараз — Донецький національний технічний університет)
- червень 1924 року — відкрито Єнакіївський коксохімічний завод
- 23 листопада 1924 року — відкрито перше в Донбасі трамвайне сполучення (Червоногвардійський район Макіївки)
- 1924 — місто Юзівка перейменовано в Сталіно, Бахмут — в Артемівськ. Засновано селище Ново-Жданівка (зараз — місто Жданівка)
- жовтень 1927 року — відкрито металургійний інститут у Маріуполі
- 1929 — побудовано найбільший у СРСР Дружківський завод металевих виробів
- 1931 — місто Дмитрівськ перейменоване в Макіївку
- 29 квітня 1932 року — початок будівництва залізничної магістралі «Донбас-Москва»
- 2 липня 1932 року — утворено Донецьку область (центр — місто Сталіно) шляхом злиття 5 ліквідованих округів УРСР: Артемівського, *Луганського, Маріупольського, Сталінського і Старобешівського
- 1932 — засновано Донецький пересувний музичний театр (зараз — Донецький академічний театр опери та балету ім. А. Б. Солов'яненка)
- 1 травня 1933 року — пущено трамвай у Маріуполі
- 12 серпня 1933 року — введено в експлуатацію завод Азовсталь
- 1933 — введено в експлуатацію горлівську шахту «Кочегарка»
- 28 вересня 1934 року — введено в експлуатацію Новокраматорський машинобудівний завод
- 1934 — почалася експлуатація першого газопроводу побутового призначення в місті Сталіно, а в місті Риково (зараз — Єнакієве) відкритий російський драматичний театр.
- 1936 — відкрито Костянтинівський російський драматичний театр ім. О. С. Пушкіна
- 3 липня 1938 року — прийнято указ Президії Верховної Ради СРСР про поділ Донецької області на Сталінську і Ворошиловградську
- 1940 — завершено будівництво магістралі «Донбас-Москва»
- жовтень 1941 року — захоплення німецькими військами найбільших міст Донецької області
- 8 серпня 1943 року — німецькі війська залишили місто Сталіно
- 22 серпня 1943 року — завершення визволення Донбасу
- грудень 1946 року — введена в експлуатацію шахта «Гігант» (зараз шахта імені Абакумова в Кіровському районі Донецька)
- 10 вересня 1947 року — указом Президії Верховної Ради СРСР встановлено щорічне свято Дня шахтаря та засновано медаль «За визволення Донбасу»
- 22 жовтня 1948 року — місто Маріуполь перейменовано у Жданов
- 1951 — введений в експлуатацію найбільший у Європі Артемівський завод шампанських вин
- 1954 — введена в експлуатацію Слов'янська ГРЕС, заснований Слов'янський педагогічний інститут, переведено з Білої Церкви до Горлівки педагогічний інститут іноземних мов, засновано шахтарське селище Нова Крестовка (зараз — місто Кіровське)
- 5 вересня 1956 року — почало працювати Донецьке телебачення
- 26 лютого 1958 року — прийнято указ Президії Верховної Ради СРСР про нагородження Донецької області орденом Леніна

жовтень 1958 року — введено в експлуатацію канал Сіверський Донець — Донбас
- 11 липня 1960 року — введено в експлуатацію найбільшу у світі установку безперервного лиття сталі на Донецькому металургійному заводі
- 9 листопада 1961 року — місто Сталіно перейменовано в Донецьк
- грудень 1963 року — введено в експлуатацію Донецький завод побутових холодильників (зараз завод «Nord»)
- 1964 — засновано шахтарське селище Вугледар
- 25 травня 1965 року — засновано Донецький державний університет (зараз Донецький національний університет)
- грудень 1965 року — створено Донецький науковий центр АН УРСР
- 2 грудня 1970 року — прийнято указ Президії Верховної Ради СРСР про нагородження Донецької області другим орденом Леніна
- 21 вересня 1971 року — Рада Міністрів СРСР прийняла постанову про організацію в місті Макіївка інженерно-будівельного інституту
- грудень 1975 року — почався видобуток вугілля на найглибшій у Донбасі шахті імені Скочинського
- 31 травня 1977 року — відкрито Донецький ботанічний сад АН УРСР
- лютий 1982 року — введено в експлуатацію 1-шу чергу каналу «Дніпро-Донбас» довжиною 203 км
- 1983 — Ждановські заводи імені Ілліча і «Азовсталь», а також Макіївський металургійний завод імені С. М. Кірова перетворені в металургійні комбінати
- 8 травня 1984 року — у Донецьку відкрито меморіал визволителям Донбасу
- 13 січня 1989 року — місто Жданов перейменоване в Маріуполь
- 14 січня 1989 року — установча конференція першої масової національно-демократичної організації Донеччини «Донецьке обласне Товариство української мови ім. Т.Г.Шевченка».
- 20 серпня 1989 року — установча конференція Донецької крайової організації Народного Руху України за перебудову.
- 15 вересня 1991 року — створена Кальміуська паланка Українського козацтва
- 24 жовтня 1996 року — у Маріуполі відкрито консульство Грецької республіки
- 13 лютого 1997 року — створення національного природного парку «Святі Гори»
- 1999 — сесія облради затвердила герб і прапор Донецької області

### XXI століття
- 2004 — освячення Святоуспенської Святогірської Лаври
- липень 2007 — святкування 75-річчя Донецької області: проведення ІІ Форуму Міжнародного Конгресу Земляцтв Донбасівців
- 6 липня 2007 року — Національний Банк України ввів до обігу ювілейну монету «75 років створення Донецької області»